# Karl von Bistram

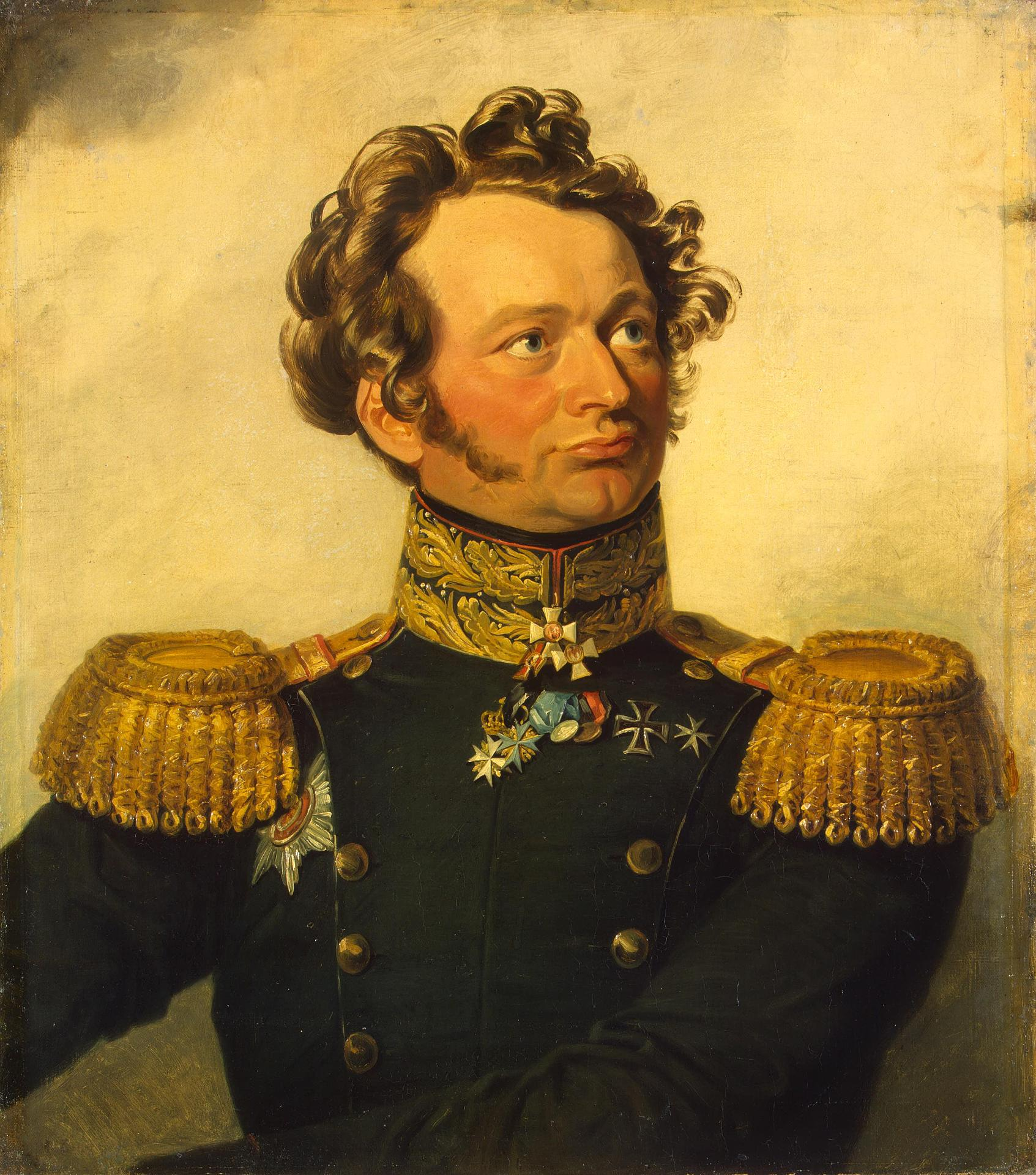
Karl von Bistram (um 1822), Porträt von George Dawe

Karl Heinrich Georg von Bistram (russisch Карл Иванович Бистром Karl Iwanowitsch Bistrom; * 19. Apriljul. / 30. April 1770greg. in Luist; † 28. Juni 1838 in Kissingen) war ein russischer General der Infanterie.

## Leben

### Herkunft und Familie

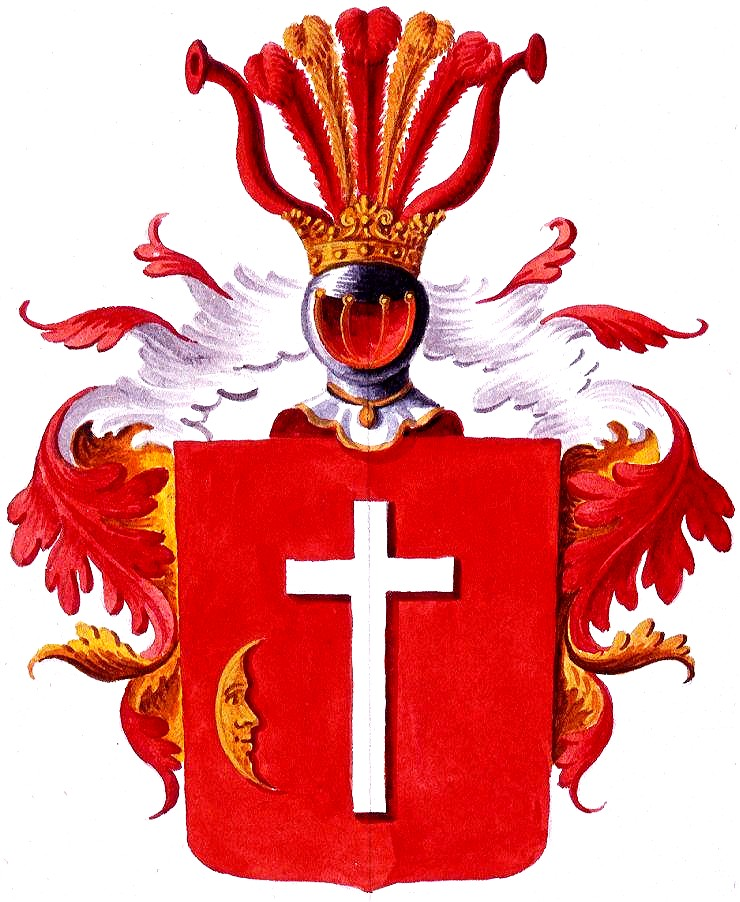
Wappen der estländischen Linie derer von Bistram

Karl war Angehöriger des baltischen Adelsgeschlechts von Bistram. Seine Eltern waren der Erbherr auf den estländischen Gütern Merjama, Pedua sowie Luist und russische Generalmajor Hans-Heinrich von Bistram (* 1757) und Charlotte Helene, geborene Tiesenhausen aus dem Hause Alt Adlehn (* 1749). Er vermählte sich 1815 mit Charlotta Konstantia von Tiesenhausen (1792–1823), die Ehe blieb ohne Kinder. Sein Bruder Adam von Bistram (1774–1828) war russischer Generalleutnant.

### Werdegang
Bistram begann seine Laufbahn in der kaiserlich russischen Armee 1784 als Unteroffizier im Ismailowski Leibgarde-Regiment. Er nahm am Russisch-Schwedischen Krieg teil. 1790 diente er als Kapitän im Newski-Infanterieregiment, war 1798 Major und wurde 1805 Kommandeur des 20. Jäger-Regiments. Ebenfalls im Jahr 1805 avancierte er zum Oberst. Er nahm spätestens seit dem Vierten Koalitionskrieg mit mehrfacher Auszeichnung an den Napoleonische Kriegen, schließlich den Befreiungskriegen teil.
Nachdem Bistram bereits Kommandeur eines Karabiner-Trainingsregiments war, wurde er 1821 zum Chef der 2. Garde-Infanteriedivision ernannt. Seine Beförderung zum Generalleutnant hat er 1824 erhalten und wurde 1825 Kommandeur der Infanterie des Gardekorps und Generaladjutant des Kaisers. Auch im 8. russischen Türkenkrieg konnte er sich mit Auszeichnung, etwa bei der Belagerung von Varna hervortun.
Schließlich bekämpfte er auch den Novemberaufstand und zeichnete sich insbesondere in der Schlacht bei Ostrołęka aus. Anlässlich der Einnahme Warschaus wurde er in Anerkennung seiner Leistungen zum General der Infanterie befördert. 1837 wurde er zunächst stellvertretender dann Kommandeur der gesamten Infanterie des separaten Garde-Korps.
Er war Besitzer der Landgüter Chelmno in Polen und Romanowka bei Jamburg. In Jamburg wurde er beerdigt wo 1839 ein Grablöwe aufgestellt wurde.

### Auszeichnungen
Für seine besondere Unterstützung des russischen Generalleutnants Ostermann-Tolstoi als Oberst des 20. Jägerregiment im Gefecht bei Czarnowo im Dezember 1806 hat er den Orden Pour le Mérite und das Eiserne Kreuz I. Klasse erhalten.
Weiterhin war Karl von Bistram Ritter des St.-Georgs-Ordens IV. Klasse (1807), III. Klasse (1812/1813) und II. Klasse (1831), des St.-Annen-Ordens II. Klasse (1807) und I. Klasse (1813/1814) des St.-Wladimir-Ordens III. Klasse (1807), II. Klasse (1821) und I. Klasse und des Alexander-Newski-Ordens (1828). Er war Kommandeur des von Paul I. gestifteten Orden des Heiligen Johannes von Jerusalem. Er war ebenfalls Inhaber des Roten Adlerorden II. Klasse (1813).